# أسطورة نادي الغيلان (رواية)
أسطورة نادي الغيلان، هي الرواية رقم 69 من سلسلة ما وراء الطبيعة التي تصدرها المؤسسة العربية الحديثة ضمن روايات مصرية للجيب للكاتب أحمد خالد توفيق
- عدد صفحات الرواية :241 صفحة.[1]

## مضمون الرواية
تبدأ الرواية بعودة زمنية لعام 1891، ونقلة مكانية إلى لندن، وبالتحديد إلى مكتب قانوني. حيث جلس ورثة لورد ،يسمى اللورد (إيمري)، أمام المحامي المسؤول عن وصية اللورد. يقوم المحامي بتفصيل الممتلكات الموزعة على كل من الورثة الأربعة، ثم يقوم بإعطاء كل منهم خطاباً مغلقاً، يحتوي وصية اللورد لكل منهم، ووعداً بالويل والثبور لكل من لا ينفذ وصيته.
يقضي ثلاثة من الورثة نحبهم في ظروف غامضة بعد أن امتنعوا عن تنفيذ الطلبات الرهيبة التي طلبت منهم في الوصية، أما الوريثة الرابعة فتترك ممتلكاتها وما ورثته وتسافر إلى مصر.
تنتقل بعدها الرواية إلى القاهرة في الزمن الذي عاش فيه رفعت إسماعيل أحداثها. حيث يتلقى دعوة من صديقه د.سامي للقدوم إلى الإسكندرية. فيما بعد يطلعه سامي على دعوة تلقاها للانضمام إلى جمعية تدعى (جمعية الباحثين عن الحقيقة).
تنتقل الرواية في منتصفها بين قصص عن عدة شخصيات، تجتمع كلها حول تلك الجمعية. وتتلاحق الأحداث ليكتشف رفعت إسماعيل أسراراً مهولة خلف تلك الجمعية.

## أبطال الرواية
- رفعت إسماعيل : طبيب أمراض الدم والأستاذ الجامعي الكهل المقيم بالقاهرة، نحيل، أصلع، ذو عوينات، يعاني من كتيبة من الأمراض منها على سبيل المثال لا الحصر : القرحة المعدية، ضيق الشرايين، الربو الشعبي، التهاب الرئة، آلام المفاصل، قلق، متشائم، نحس يقع في المصائب.
- د. سامي فهيم: محلل نفسي، وصديق لرفعت. هو وزوجته زوجان ثريان اجتماعيان جداً، لم ينجبا أطفالاً. د. سامي مهتم بصحته، ويقيم دائماً حفلات تحدث فيها أمور غريبة. كان أول ظهور له في العدد العاشر، أسطورة حلقة الرعب، وظهر فيما بعد مراراً. أبرز ظهور له كان في هذه الرواية، (نادي الغيلان)، حيث كان شخصية محورية.
- العميد عادل : صديق طفولة رفعت، مقيم في الأسكندرية، رغم أن رفعت لا يحب الأجواء العسكرية ويكره كل العسكريين إلا أنه يحبه ولا يخف عن نجدته عند طلبه أي مساعدة.

## حول الرواية
ناقش الكاتب حقيقة أن (الغيلان) مذكورة تقريباً في أساطير جميع الشعوب. وسلط بعض الضوء على وجهة نظر تلك الأساطير نحو أكلة لحوم البشر.

## غلاف الرواية الخلفي
«نحن ندعوك إلى هذا النادي الغريب..هناك مجلس إدارة وجمعية عمومية ومحاضر جلسات وكل شيء..شروط العضوية؟..هذا يتوقف على امتلاكك لموهبة خاصة جداً..د.(رفعت إسماعيل) لم يكن يملك هذه الموهبة وقد تحايل حتى امتلكها وصار عضواً فعالاً.. نشاطات الجمعية؟..هذا موضوع محرج يطول شرحه.. على الأقل ليس هنا..فقط تعال معي إلى مكان مظلم مقفر حيث لا يُسمع الصراخ، وهناك ستعرف كل شيء!».